# Victor Marouck
Victor Marouck  (1851-1889), journaliste, lutta contre l'Empire, puis, après la Commune, fut un des premiers militants du socialisme renaissant. 

## Biographie
Hilarion Victor Marouck naît le 12 mai 1851 à Saint-Affrique, Aveyron.
En février 1876, il soutint la candidature d'Émile Accolas, dont il contribua à infléchir le programme dans un sens social plus hardi. En 1877, V. Marouck fut un des premiers collaborateurs de l'Égalité de Jules Guesde. 
En 1880, il reprend la matière d’une étude donné dans L’Égalité sur « les Journées de juin 1848 » dans un ouvrage publié par la maison de Maurice Lachâtre, la Librairie du progrès, sous le titre Les Grandes Dates du socialisme. 1848. Dans cet ouvrage de 176 pages, Marouck refait, après bien d’autres, le récit du Printemps de la fraternité, mais en établissant de nombreux liens avec les évènements, encore proches, de 1871. Il justifie le choix de l’aube de la Seconde République en ces termes : « De nombreux rapprochements seraient faciles à établir entre les journées de Juin 1848 et les journées de Mai 1871. Mais, à cet endroit, la plus grande réserve nous est commandée. Dire tout ce que nous pensons de mai 1871 est impossible. Les vainqueurs ne le permettraient pas. » 
Cette même année 1880, il collabora  au quotidien L’Émancipation, organe du Parti ouvrier, dont le rédacteur en chef était Benoît Malon. Il appartint un temps au courant possibiliste dans la Fédération des travailleurs socialistes de France (F.T.S.F.) animée par le socialiste Paul Brousse, et fut délégué à son congrès de Paris (1883) comme représentant du cercle Travail et Progrès de Roanne (Loire). En 1885, Victor Marouck, dans L’Égalité, appelle le peuple de Paris à boycotter les cérémonies républicaines lors de l’érection de la statue de Ledru-Rollin le 24 février. 
En avril 1888, Victor Marouck est le fondateur et secrétaire de la rédaction du quotidien Le Parti ouvrier, dont le siège est rue du Croissant à Paris (2e arrondissement) . Il conserve cette fonction jusqu’à son décès.
Victor Marouck meurt le 2 juin 1889 à Paris  (18e arrondissement). 
Lors de ses obsèques, le drapeau rouge fut déployé dans les rues de Saint-Ouen.

## Œuvres
- Les Grandes Dates du socialisme. 1848, Paris, La librairie du progrès, 1880, 174 p., rééd. Paris, Les Amis de Spartacus, Coll. « Spartacus », Série B, 1998, 126 p.
- Le Forçat Trinquet, Paris, 1880, 15 p. (en coll. avec John Labusquière).

## Sources
- A. Zévaès, Le Socialisme en France depuis 1871, Paris, 1908, p. 16, 24, 30, 31. -- Le drapeau rouge : rituels et discours, par Marc Angenot Site lescommunistes.org.
- François Gaudin, Maurice Lachâtre (1814-1900) : portrait d’un éditeur et lexicographe socialiste, thèse de doctorat, Université Versailles Saint-Quentin-en-Yvelines, 2004, 2 vol.
- J. Maitron (dir), Dictionnaire biographique du mouvement ouvrier, Les éditions ouvrières.